# Estação España
A Estação España é uma das estações do VLT de Guadalajara, situada em Guadalajara, entre a Estação Patria e a Estação Santuario Mártires de Cristo Rey. Administrada pelo Sistema de Tren Eléctrico Urbano (SITEUR), faz parte da Linha 1.
Foi inaugurada em 1º de setembro de 1989. Localiza-se no cruzamento da Avenida Cólon com a Avenida Ahuehuetes. Atende os bairros El Sauz e Nueva España.